# Байков, Борис Львович
Борис Львович Байков (ок. 1869 — 1928) — русский адвокат и политик, мемуарист, деятель Русского национального совета в Баку, в 1919—1920 гг, присяжный поверенный округа Тифлисской судебной палаты, член конституционно-демократической партии. В течение нескольких лет возглавлял русскую общину в Закавказье. Издавал газету русской общины «Единая Россія».
Окончил Императорское училище правоведения в 1889 г.. Служил в Вооруженных силах Юга России. В 1918—1919 гг. — деятель Русского национального совета в Баку. Летом 1919 г. жил в Есентуках. В 1919—1920 гг — в ОСВАГе. После установления на Кавказе советской власти эмигрировал в Константинополь, затем переехал в США, где умер в 1928 г..
Опубликовал мемуары «Воспоминания о революции в Закавказье», в «Архиве русской революции», в Берлине в 1923 году.